# Saint-Maurice-Crillat
Saint-Maurice-Crillat is een gemeente in het Franse departement Jura (regio Bourgogne-Franche-Comté) en telt 209 inwoners (1999). De plaats maakt deel uit van het arrondissement Saint-Claude.

## Geografie
De oppervlakte van Saint-Maurice-Crillat bedraagt 20,5 km², de bevolkingsdichtheid is 10,2 inwoners per km².

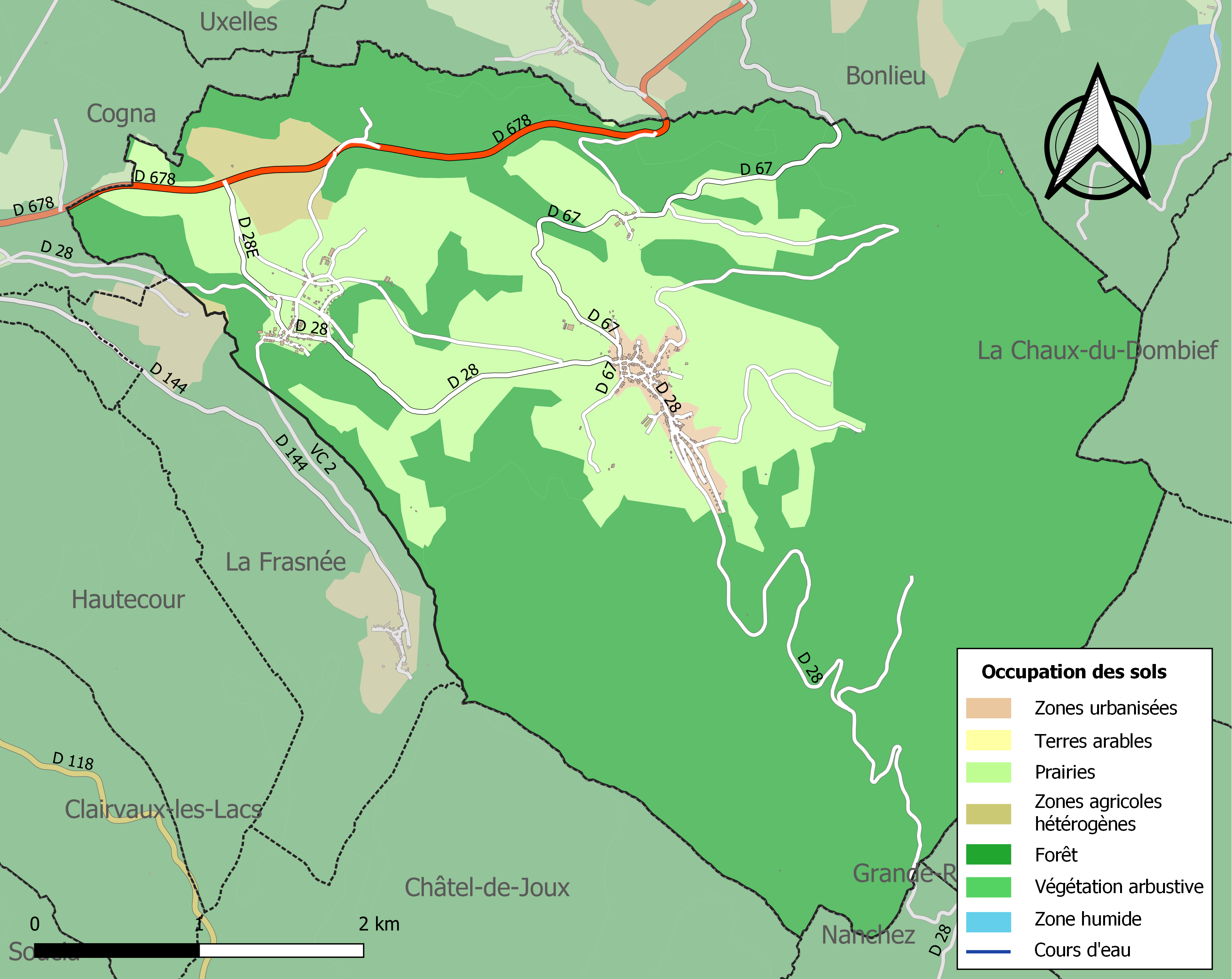
Kaart van de gemeente met de belangrijkste infrastructuur, bodemgebruik en omliggende gemeenten

## Demografie
Onderstaande figuur toont het verloop van het inwonertal (bron: INSEE-tellingen).

1. ↑  Populations de référence 2022.